# Omocestus
Az Omocestus a sáskafélék rendszertani családjának egyik neme. Az ide tartozó fajok Eurázsiában (az Ibériai-félszigettől Koreáig) és Észak-Afrikában élnek.

## Fajok
A genusba 45 faj tartozik. Magyarországon 5 faj, a barna tarlósáska, az apró tarlósáska, a szőke tarlósáska, a vöröshasú tarlósáska és a zöld tarlósáska képviseli.
- Dreuxius Defaut, 1988 alnem
  - Omocestus alluaudi Uvarov, 1927
  - Omocestus antigai (Bolívar, 1897)
  - Omocestus bolivari Chopard, 1939
  - Omocestus femoralis Bolívar, 1908
  - Omocestus lecerfi Chopard, 1937
  - Omocestus lepineyi Chopard, 1937
  - Omocestus minutissimus (Brullé, 1832)
  - Omocestus uhagonii (Bolívar, 1876–1878)
- Haplomocestus Tarbinsky, 1930 alnem
  - Omocestus caucasicus Tarbinsky, 1930
- Omocestus Bolívar, 1878 alnem
  - Omocestus africanus Harz, 1970
  - Omocestus aymonissabaudiae Salfi, 1934
  - Omocestus cuonaensis Yin, 1984
  - Omocestus defauti Sardet & Braud, 2007
  - Omocestus demokidovi Ramme, 1930
  - Omocestus enitor Uvarov, 1925
  - Omocestus fontanai Massa, 2004
  - Omocestus haemorrhoidalis (Charpentier, 1825) - barna tarlósáska
  - Omocestus harzi Nadig, 1988
  - Omocestus heymonsi (Ramme, 1926)
  - Omocestus hubeiensis Wang & Li, 1994
  - Omocestus laojunshanensis Mao & Xu, 2004
  - Omocestus lopadusae La Greca, 1973
  - Omocestus lucasii (Brisout de Barneville, 1850)
  - Omocestus maershanensis Mao & Xu, 2004
  - Omocestus megaoculus Yin, 1984
  - Omocestus minutus (Brullé, 1832) - apró tarlósáska
  - Omocestus motuoensis Yin, 1984
  - Omocestus nadigi Harz, 1987
  - Omocestus nanus Uvarov, 1934
  - Omocestus nigripennus Zheng, 1993
  - Omocestus nyalamus Hsia, 1981
  - Omocestus panteli (Bolívar, 1887)
  - Omocestus petraeus (Brisout de Barneville, 1855) - szőke tarlósáska
  - Omocestus pinanensis Zheng & Xie, 2001
  - Omocestus qinghaiuensis Zheng & Xie, 2001
  - Omocestus raymondi (Yersin, 1863)
  - Omocestus rufipes (Zetterstedt, 1821) - vöröshasú tarlósáska
  - Omocestus simonyi (Krauss, 1892)
  - Omocestus tibetanus Uvarov, 1939
  - Omocestus tzendsureni Harz, 1970
  - Omocestus uvarovi Zanon, 1926
  - Omocestus viridulus (Linnaeus, 1758) - zöld tarlósáska
  - Omocestus xinjiangensis Liu, 1995
  - Omocestus zhenglanensis Zheng & Han, 1998
  - Omocestus znojkoi Mishchenko, 1951